# Willow
Willow (Brasil: Willow - Na Terra da Magia / Portugal: Willow - Na Terra Mágica) é um filme estadunidense de 1988, dirigido por Ron Howard. Foi roterizado por George Lucas e Bob Dollman. O filme é estrelado por Warwick Davis, que interpreta o papel título.

## Sinopse
Willow Ufgood é um anão e aprendiz de mágico que conta com a ajuda de Madmartigan, um exímio espadachim, numa guerra contra feiticeiros e monstros. Juntos eles terão de vencer todos esses seres para salvar uma bebê (que mais tarde será princesa) das mãos de uma terrível rainha, Bavmorda. Bavmorda usa de magia negra para controlar o reino e teme a criança, pois uma profecia diz que será o motivo de sua derrota.

## Elenco
| Ator               | Personagem        |
| ------------------ | ----------------- |
| Warwick Davis      | Willow Ufgood     |
| Val Kilmer         | Madmartigan       |
| Joanne Whalley     | Sorsha            |
| Jean Marsh         | Queen Bavmorda    |
| Patricia Hayes     | Fin Raziel        |
| Billy Barty        | High Aldwin       |
| Pat Roach          | General Kael      |
| Gavan O'Herlihy    | Airk Thaughbaer   |
| Julie Peters       | Kaiya Ufgood      |
| David J. Steinberg | Meegosh           |
| Phil Fondacaro     | Vohnkar           |
| Tony Cox           | Guerreiro Vohnkar |
| Robert Gillibrand  | Guerreiro Vohnkar |
| Mark Northover     | Burglekutt        |
| Kevin Pollak       | Rool              |
| Rick Overton       | Franjean          |